# Гацко (община)
Община Гацко (на сръбски: Општина Гацко) е разположена в Република Сръбска, част от Босна и Херцеговина. Неин административен център е град Гацко. Общата площ на общината е 735.89 км2. Населението ѝ през 2004 година е 10 300 души.